# Einzelnes Bäumchen

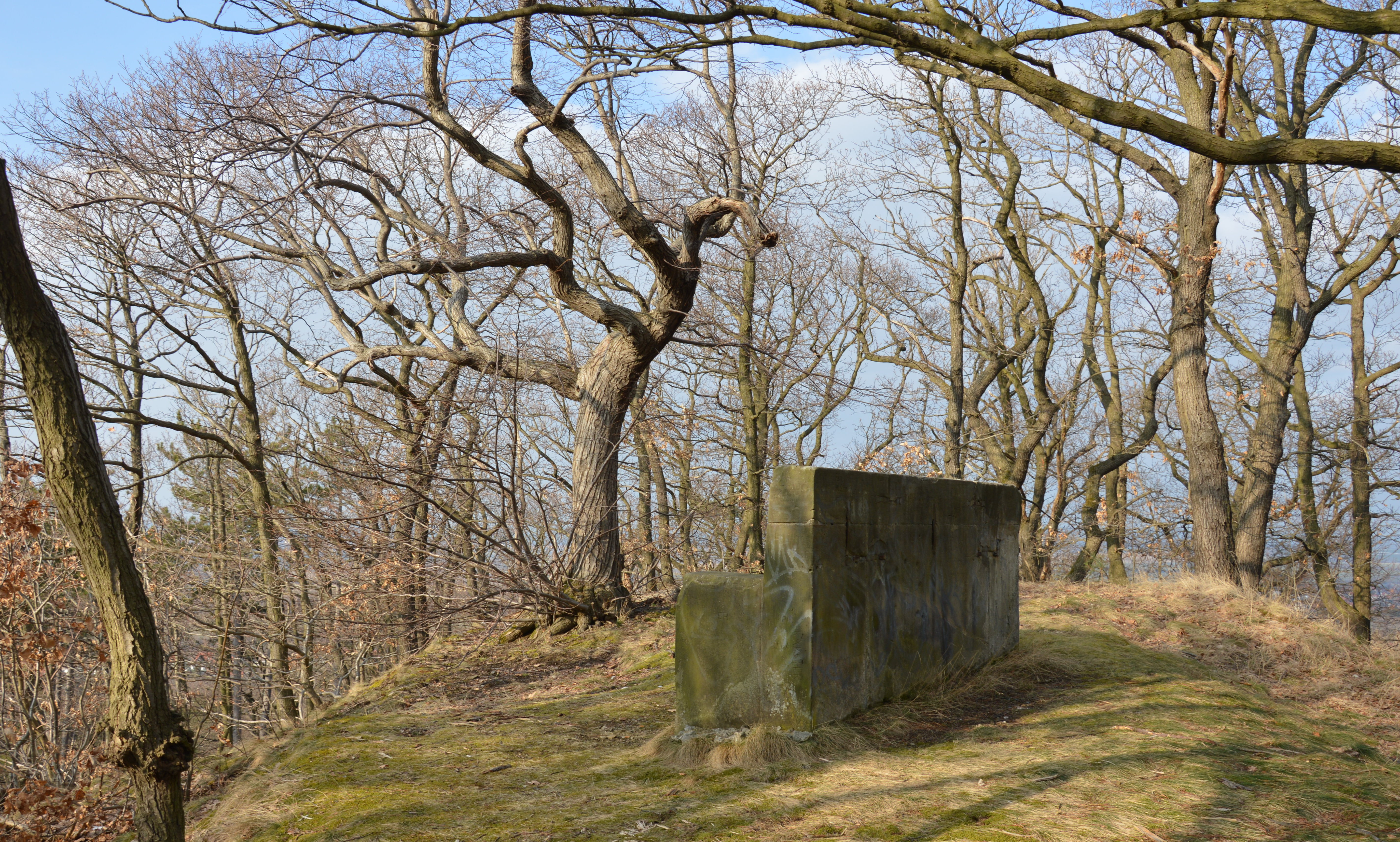
Aussichtspunkt Einzelnes Bäumchen

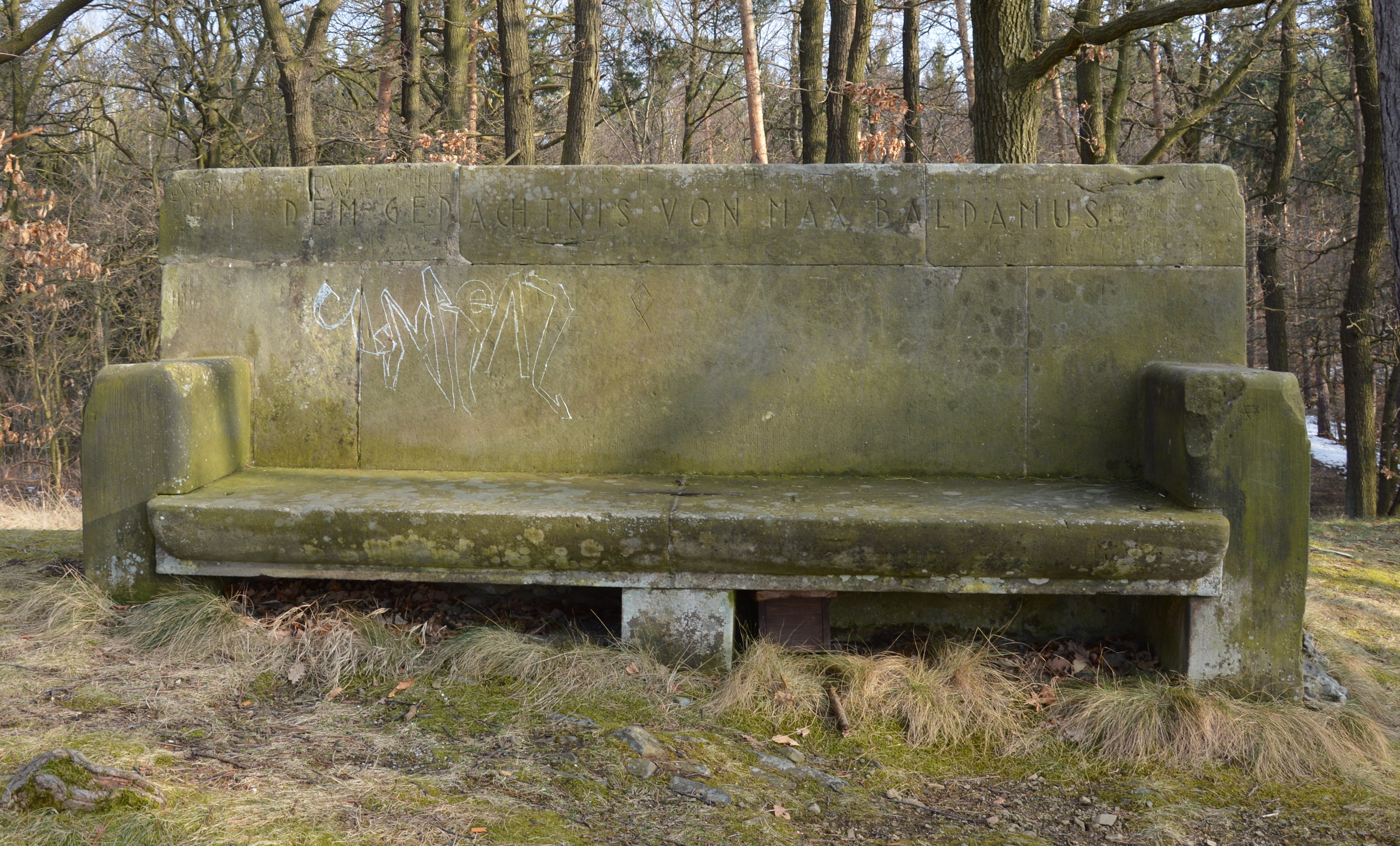
Bank auf dem Aussichtspunkt

Das Einzelne Bäumchen ist ein Aussichtspunkt oberhalb von Gernrode am nördlichen Rand des Harzes in Sachsen-Anhalt auf einer Höhe von etwa 315 m ü. NHN.
Vom Aussichtspunkt besteht, soweit nicht durch Vegetation behindert, eine Sicht auf die nördlich unterhalb des Aussichtspunktes liegende Stadt Gernrode und das nordwestlich gelegene Hotel Stubenberghaus. Am Aussichtspunkt steht eine massiv-steinerne historische Bank. Sie trägt auf ihrer Sitzlehne die Aufschrift DEM GEDÄCHTNIS VON MAX BALDAMUS. Der Berliner Ingenieur Max Baldamus, der sich öfter als Tourist in Gernrode aufhielt, war Stifter der Bank.
Der Aussichtspunkt und die nähere Umgebung ist derzeit (Stand 2018) von dichtem Wald bewachsen. Der Name des Aussichtspunktes geht auf eine Zeit zurück, als der Punkt durch einen einzelnen dort stehenden Baum markant hervorgehoben war. Unterhalb des Aussichtspunktes verläuft die Landesstraße 243. Südlich des Einzelnen Bäumchens führt der Selketalstieg entlang. Von Südosten her führt eine Stichweg zum Aussichtspunkt.